# Вулиця Атамановського (Черкаси)
Вулиця Атамановського — одна з вулиць у місті Черкаси.

## Розташування
Вулиця складається з трьох ділянок, які в минулому були з'єднані між собою, але тепер розділені. Починається від вулиці Олександра Маламужа і проходить на південний захід до вулиці Рєпіна. Далі вулиця обривається і починається заново вже від вулиці Олександра Кошиця. Ще раз вона розривається на ділянці між вулицями Балакірева та Айвазовського.

## Опис
Вулиця вузька, перші дві ділянки заасфальтовані, третя — ґрунтова. Довжина ділянок: перша — 230 м, друга 220 м, третя — 60 м.

## Походження назви
Вулиця була утворена на початку 1960-их років, носила назву на честь Героя Радянського Союзу Атамановського Петра Юхимовича, який народився в Черкасах.

## Будівлі
Вулиця забудована цілком приватними будинками:
- ліва сторона — № 1-41
- права сторона — № 2-30